# Исидро Лангара
Исидро Лангара (на испански: Isidro Lángara) е испански футболист, нападател.

## Кариера
Лангара започва футболната си кариера във втородивизионния отбор Реал Овиедо. Там остава в продължение на 6 години, до испанската гражданска война през 1936 г.
Той е носител на трофея „Пичичи“, награден е за голмайстор в испанската лига през трите сезона преди войната, с 27 гола през 1933/34, 26 гола през 1934/35 и 28 гола през 1935/36. По време на първия си престой в Овиедо, той отбелязва 142 гола в 113 мача. През сезона 1933/34 той вкарва безпрецедентни 60 гола в 32 мача за Овиедо във всички турнири и още 9 гола в 5 мача за испанския национален отбор, това все още е най-високият голов актив в един сезон за футболист, роден в Испания.
С началото на войната, той се присъединява към републиканската страна. През 1937 г. играе мачове в цяла Европа с националния отбор на баските, за да набере средства за военните действия.
През 1938 г. се присъединява към мексиканския Еускади, завършвайки на второ място. След края на гражданската война през 1939 г., отборът се разпада и Лангара пътува до Аржентина в търсене на нов отбор, като републиканец, който не може да се върне в Испания, поради суровите репресии.
По съвет на съотборника си Анхел Субиета се присъединява към Сан Лоренцо де Алмагро. Дебютът му през 1939 г. е срещу шампиона Ривър Плейт и той вкарва 4 гола за победата с 4:2, след като пристига в Аржентина сутринта на същия ден. През 1940 г. Лангара е голмайстор в Аржентина с 33 гола в 34 мача (рекордът му в Аржентина, когато играе за Сан Лоренцо – 110 гола в 121 мача). Той също така държи рекорда за отбелязване на голове в един мач в Аржентина – 7, който все още не е подобрен.
С Лангара, Сан Лоренцо се превръща в аржентинския отбор, като в нарушава монопола на Ривър Плейт и печели титлата в Аржентина. Лангара е звезда на Сан Лоренцо, заедно с Рене Понтони и Рейналдо Мартино.
С появата на професионална лига в Мексико през 1943 г. Лангара подписва с Реал Клуб Еспаня, където печели първата си и единствена национална титла. В мексиканската лига той е голмайстор два пъти през 1944 и 1946 г. Днес той е единственият футболист в историята, който е голмайстор в големите лиги на три различни континента; само Алфредо Ди Стефано, Ромарио и Рууд ван Нистелрой са ставали голмайстори в три отделни държави. През 1946 г. той е награден за КОНКАКАФ играч на годината – най-добрият играч във всички северни и централноамерикански лиги.
След много години в чужбина, Лангара получава шанса да се завърне в Испания, за да играе още веднъж за Реал Овиедо. Следният сезон, 1946/47 отново е в Испания, като отбелязва 18 гола за отбора. В края на сезона Лангара напуска Овиедо, като обявява оттелгянето си и се връща да живее в Мексико.

### Треньор
След пенсионирането си, той прекарва повечето години в Южна Америка, като се връща в родния си регион в Испания в края на 1970-те години, където остава до смъртта си през 1992 г.
През 1951 г. е начело на Унион Еспаньола, с който печели титлата в Чилийската лига. Води и Пуебла през сезон 1952/53 г., спечелвайки финала за Мексиканската купа.